# Hana Pestle
Hana Pestle (11 de julho de 1989) é uma cantora/compositora americana de Billings, Montana.

## Biografia
Hana Pestle nasceu em 11 de julho de 1989 em Atlanta,Georgia. Depois se mudou para Salt Lake City,Utah quando tinha 6 anos. Sua família resolveu ficar em Billings, Montana quando ela tinha 9 anos. Ela recebeu sua primeira guitarra de presente de Natal, quando estava na sexta série. Mais tarde, teve aulas para aprender a tocar, e no meio do ensino médio também teve aulas de canto.

## Carreira
Hana começou se apresentando ao vivo em Montana quando tinha 14 anos. Em agosto de 2005 um DVD de uma apresentação de Hana chegou aos produtores e compositores Michael "Fish" Herring e Ben Moody. Depois de verem o DVD eles decidiram trabalhar com ela. Ela e a familia viajaram para Los Angeles,California para conhecer os produtores em Dezembro de 2005, e então começaram a trabalhar no seu primeiro álbum.
Em Maio de 2008, Hana Pestle lançou seu primeiro trabalho, um EP com quatro músicas, intitulado Hana Pestle EP. Esse álbum contêm três músicas originais, "These Two Hands", "Just a Phase", "Together Forever" e o cover de Leonard Cohen "Hallelujah". Em Setembro de 2008 Hana lançou seu primeiro video clip "These Two Hands" no Youtube e no seu Myspace. Seu álbum, ainda sem nome, vai ser lançado em 7 de julho de 2009 pela FNR Records.
Hana participa de 4 músicas no EP de Ben Moody, o "Mutiny Bootleg E.P.", que foi lançado num  show em que eles cantaram juntos em 6 de Dezembro de 2008 em Little Rock, Arkansas.
Em Junho de 2008, Hana fez aberturas dos shows de Collective Soul, Live e Blues Traveler. Hana também viajou com Joshua Radin, Jon McLaughlin, e Ingram Hill. Em 2009, Hana tem planos para continuar viajando com Sister Hazel, Pat McGee, e Ari Hest, além de lançar seu novo álbum. E ela também já foi confirmada para o anual "Wakarusa Music and Camping Festival", programado para 6 de Junho de 2009.
Em 21 de Março Hana começou a gravar seu novo video clip de "Need". Ela também disse que em 6 de Junho de 2009 vai lançar um novo EP acústico com 8 músicas, "Live in The Studio" EP, com 7 músicas originais e 1 cover.
Seu primeiro album solo, This Way, foi lançado no dia 22 de Setembro de 2009 em seu site de vendas na época, hanamerch.com. Uma venda em larga escala foi planejada pro começo de 2010, mas em meados de julho os planos pareceram mudar.
Em 2011, Hana concorreu em um concurso da banda Incubus que consistia em versões gravadas pelos fãs do seu novo single na época, chamada Promises, Promises. O vencedor do concurso teria a oportunidade de cantar com a banda no palco. Hana ganhou o concurso e cantou no palco com a banda.
Em 2013 Hana conheceu o produtor americano e atual namorado, Michael Diamond, e após muitas conversas e reflexões sobre a progressão da sua carreira na época, Hana decidiu dar um tempo nos shows e reformular sua musica, dando-a uma nova direção.
Em 2015, usando apenas HANA como assinatura, Pestle lançou a canção 'Clay' no Soundclound recebendo apoio de outras cantoras/compositoras como Grimes e Lorde.  Em julho do mesmo ano, Grimes com HANA abriram os shows na turnê cantora da Lana Del Rey.
HANA lançou sua segunda gravação, Avalanche, no site da Nylon no dia 7 de julho de 2015.

## Campanha Need for New Moon
Need foi uma das primeiras composições de Hana Pestle, como ela mesma disse:
"Need foi uma das primeiras músicas que eu escrevi e toquei para pessoas."
E como ela é uma super fã das séries Twilight, em Dezembro de 2008 ela criou uma campanha para ter sua música "Need" na trilha sonora da sequencia de Twilight, New Moon. No Myspace Hana tem mais de 19,000 fãns ajudando na campanha, e Need foi tocado mais de 1 milhão de vezes no Myspace dela em apenas alguns meses.
Hana disse para Dan Stewart da Boethius Music Blog, por telefone:
"Eu estou tão agradecida pelas pessoas gostarem da minha música, e por quererem me ajudar a espalhar isso. Eu sei que algumas dessas conexões vem do que eles sentem por Lua Nova e pela Bella, mas eu só quero que todo mundo saiba que eu aprecio a ajuda deles, aprecio a conexão deles com a letra, e espero que eles venham comigo e com minha música depois que febre das séries de Crepúsculo vá embora."
Segundo ela o Brasil é um dos paises que mais apoiam essa campanha. Para agradecer, ela fez um Myspace só para os fãns do Brasil. Fez também um myspace para a Australia e UK.